# Harry Nippert
Harry Nippert (* 12. Dezember 1933 in Seelow; † 25. November 2024) war ein deutscher Fußballspieler und -trainer. Er spielte in der DDR-Oberliga, der höchsten ostdeutschen Fußballklasse, und wirkte in dieser später auch als Trainer. 

## Fußballspieler
Nippert spielte als Schüler in der SG Gera-Untermhaus. Nachdem er seine Kaufmannslehre abgeschlossen hatte, absolvierte er von 1953 bis 1954 ein Studium an der Offiziersschule der Nationalen Volksarmee. 1956 kam er zum Armeesportklub Vorwärts Berlin, wo er 1957 als Stürmer sechs Spiele in der Oberligamannschaft bestritt und dabei zwei Tore erzielte. 1958 wechselte Nippert für zwei Jahre zum Oberligisten SC Dynamo Berlin. In den beiden Spielzeiten kam er in 28 Oberligaspielen zum Einsatz und war mit drei Toren erfolgreich. Zwischen 1958 und 1959 bestritt er mit der Nachwuchsnationalmannschaft der DDR zwei Länderspiele. 1960 wechselte er zum Zweitligisten Dynamo Hohenschönhausen. Von 1962 bis 1967 war Nippert Spielertrainer bei der Berliner Sportgemeinschaft Dynamo Adlershof. Mit ihr stieg er 1964 in die drittklassige Berliner Bezirksliga auf. 

## Trainerlaufbahn

### Berliner FC Dynamo
Von 1963 bis 1967 absolvierte Nippert ein Trainerstudium an der Leipziger Sporthochschule DHfK. Nach zwei weiteren Jahren Trainertätigkeit bei der SG Dynamo Adlershof wurde er 1969 in den Trainerstab der SG Dynamo Dresden aufgenommen und wurde dort Assistenztrainer der Oberligamannschaft unter Walter Fritzsch. Mit Beginn der Fußballsaison 1973/74 übernahm Nippert seine erste Stelle als verantwortlicher Trainer einer Oberligamannschaft beim Berliner FC Dynamo, dem Nachfolger des SC Dynamo. Nippert löste den bisherigen Trainer Günter Schröter ab, der die Mannschaft in der abgelaufenen Saison nur auf einen enttäuschenden sechsten Platz in der Oberliga gebracht hatte. Nippert erreichte in der Saison 1975/76 mit der Vizemeisterschaft sein bestes Ergebnis mit den Berlinern, er konnte jedoch keinen Titel gewinnen und blieb in den vier Spielzeiten seines Wirkens beim BFC stets hinter dem Dynamo-Konkurrenten aus Dresden zurück. Während Dynamo Dresden 1976 und 1977 DDR-Meister wurde, landete Nipperts BFC 1977 nur auf Platz vier, und Nippert wurde daraufhin von Jürgen Bogs abgelöst. 

### F.C. Hansa Rostock
Im Sommer 1979 übernahm Nippert das Training der 1. Mannschaft des F.C. Hansa Rostock. Die Mannschaft war unter ihrem bisherigen Trainer Jürgen Heinsch aus der Oberliga abgestiegen. Binnen einen Jahres führte Nippert die Ostseestädter zurück in die Oberliga und schaffte 1980/81 mit Platz zehn den Klassenerhalt. Nachdem Hansa nach Abschluss der Hinrunde 1981/82 nur auf dem Oberligaplatz elf rangierte, wurde Nippert wieder durch seinen Vorgänger Heinsch ersetzt. 

### 1. FC Union Berlin
Am 19. Juli 1982 wurde Nippert beim Oberligaaufsteiger 1. FC Union Berlin als „verantwortlicher Oberligatrainer“ eingestellt. In der Sonderausgabe des Deutschen Sportechos zur Fußballsaison 1982/83 gab er den Klassenerhalt, die Verbesserung der Angriffswirksamkeit und Leistungsbeständigkeit über einen längeren Zeitraum als Zielstellung an. In seiner ersten Saison bei Union schaffte Nippert mit dem 12. Platz knapp den Klassenerhalt, mit 23 Toren in 26 Punktspielen hatte seine Mannschaft aber den zweitschlechtesten Angriff in der Oberliga. Obwohl Union am 6. Spieltag der Saison 1983/84 mit einem 3:0-Auswärtssieg das erste Oberligaspiel der Saison gewonnen hatte, wurde Nippert angesichts des vorletzten Tabellenplatzes als Cheftrainer zum 30. September 1983 entlassen. Danach war er im höherklassigen Fußball nicht mehr als Trainer tätig.